# Fábio Botelho Notini
Fábio Botelho Notini foi um político brasileiro do estado de Minas Gerais.
Fábio Botelho Notini foi deputado estadual de Minas Gerais por três legislaturas consecutivas, da 6ª à 8ª legislatura (1967 - 1979), sendo eleito pelo MDB.

Foi também prefeito de Divinópolis no período de 1963 a 1966.